# 山家踊り
山家踊り（やまがおどり）とは、大分県杵築市山香町、同大田および豊後高田市田染の一部地区に伝わる伝統的な盆踊りである。伴奏は太鼓のみの素朴な踊りであるが鶴崎踊や草地踊りと同様に大変歴史のある盆踊りで、軽快な踊りの多いことと踊りの種類の多いことが大きな特徴である。娯楽的な意味合いもあるが、供養踊りの性格を色濃く残している。

## 概要
櫓の周りを時計回りに進む、輪踊りである。通常櫓の上で音頭取りが唄い（「口説く」という）、太鼓は櫓の下に置かれる。音頭取りは適宜交代し、その際は「つなぎ文句」などと呼ばれる口説きにより、まったく唄が途切れることなく交代する。太鼓を叩く人も自由に交代し、小学生などが叩く場合もあればベテランのお年寄りが叩くこともある。
山家踊りは複数の踊り（唄）で成り立っているが、踊りを切り替える際にも「切り替えの文句」によって、まったく唄が途切れることなく次の踊り（唄）に替わる。たとえば中山香地区では大抵「この口限り」という文句で切り替わる。それ以前にも「覚悟よければ切り替えましょか」などといった文句が出てくるので、踊り手はそろそろ切り替わることを意識している。そして「この口限り」によって、一斉に身振り手振りを切り替えて次の踊りに移行するのである。
初盆供養の踊りの場合は、大抵広場の隅に白い布をかけた台が据えられ、その上に故人の遺影や供え物、それに位牌などが置かれる。蝋燭には火が点けられ、踊りに来た近隣の人は線香をあげ、お参りをする。その後、旦那寺の住職などが経をあげる。それが済むと一転賑やかな盆踊りとなり、途中休憩を挟んで2時間ほど踊ってお開きとなる。大抵途中で配られる団扇に番号が書かれてあり、踊りが終わると抽選もしくはプレゼント交換が行われる。子供が多いところでは手持ちの花火などをする場合もある。

## 伝承状況
夏祭りの一大プログラムとして懸賞踊りで盛んに踊られるのはもちろん、初盆供養の踊り、地蔵盆の踊り、観音様の踊りなどの際には公民館やゲートボール場などの広場で集落ごとに踊っている。そのため夏の間、特に8月13日から16日にかけては、あちらこちらの集落から盆踊り唄が聞えてくる。
高齢者だけではなく、若者にも親しまれており、踊りだけではなく太鼓もできる子供も多い。小学校や中学校の運動会のプログラムに取り入れられる場合もあるし、敬老会や芸能発表会などに際には最後に必ず盆踊りを全員で踊るというように、生活に浸透した踊りである。山香町中地区の各集落を中心として「山香盆踊り保存会」の活躍により、近年盆踊りが復活したところもある。ただし山香町山浦地区などの盆踊りには「山香盆踊り保存会」は関わっていない。山家踊り全体の保存会はまだできておらず、周辺部の盆踊りの伝承がやや危ぶまれている。

## 踊りの種類
山家踊りは踊りの種類が非常に多いのが特徴であり、同じ名称の踊りでも地域によって大きく異なる場合がある。ここでは地域ごとにその詳細を述べる。なお、段物とは7文字の繰り返しで長い物語を口説くもの、切口説とは7･7･7･5文字で一節ごとに意味の切れる都々逸などを口説くものである。
杵築市山香町　中地区
段物：三つ拍子、二つ拍子、さえもん、豊前踊り、セーロ
切口説：猿丸太夫
※山家踊りの中でも、特にテンポの速い地域である。猿丸太夫は今は踊っていない。
杵築市山香町　上地区（南畑除く）
段物：二つ拍子、レソ、三つ拍子、蹴出し、マッカセ
※マッカセは、踊らない集落もある。
同　上地区（南畑）
段物：三つ拍子、四つ拍子、マッカセ、ヤンソレ、蹴出し
※南畑の踊りは宇佐市安心院町や別府市天間のものに近く、庭入り行事を伴う。市の無形文化財に指定されている。
同　東地区
段物：三つ拍子、二つ拍子、さえもん、豊前踊り、セーロ、六調子、粟踏み
切口説：一つなあえ
※六調子、粟踏み、一つなあえは昭和30年頃まで踊ったが今は踊っていない。
同　立石地区（向野を除く）
段物：三つ拍子、二つ拍子、レソ、豊前踊り、セーロ、三勝
※三勝は昭和30年頃まで踊ったが今は踊っていない。
同　立石地区（向野）
段物：レソ、マッカセ、二つ拍子、唐芋踊り
切口説：らんきょう坊主
※らんきょう坊主は向野にしか残っていない。また唐芋踊りは昭和30年ころまで踊ったが今は踊っていない。
同　山浦地区
段物：レソ、マッカセ、三つ拍子、二つ拍子、蹴出し
※山家踊りの中でも向野および山浦の踊りは、宇佐地方のものに近く他の地区のものとは大きく異なる。
豊後高田市　田染地区
段物：レソ、二つ拍子、六調子（杵築踊り）、豊前踊り、セーロ
※セーロと豊前踊りは一部の集落にしか伝わっていない。
杵築市大田
段物：三つ拍子、二つ拍子、セーロ、さえもん、六調子、豊前踊り、粟踏み
※六調子、豊前踊り、粟踏みは一部の集落にしか伝わっていない。

## 山香口説
山家踊りで盛んに口説かれるのが、山香口説（やまがくどき）である。これは農村部の様子をおもしろおかしく唄いこむとともに、山香郷のお国自慢的な要素をも含むもので、比較的短く暗誦が容易であることもあって広く知られている。近隣の地域でも口説かれることがあり、由布市挾間町などにおいても「日出の山香の踊りを見たら、おうこかついで鎌腰差して…」と同様の文句が残っている。
「山香口説」
よんべ山香の踊り子見たら　おうこかたげて鎌腰ゅ差いて
踊る片手じゃ稗餅ゅこぶる　こぶる稗餅ゃぼろぼろあゆる
あゆる稗餅ゃいやりが運ぶ　運ぶいやりこ達者ないやり
色は黒うてもいやりのようにゃ　いつも働くよい妻欲しや
嫁を貰うなら山香の娘　色は黒いが立派なものよ
親にゃ孝行夫にゃ貞女　隣近所の付き合い上手
家畜飼うのが大変好きで　仕事間にゃ牛飼いまする
それで今では山香の牛は　世間評判のこりゃ牛となる
嫁を貰うなら山香の娘　家畜飼うなら山香の牛を
※よんべ = 昨夜、おうこ = 担い棒、かたげて = かついで、稗餅 = 稗を搗いた餅、こぶる = かじる、あゆる = （ついていた物がそこから離れて）落ちる、いやり = 屋内に侵入する蟻、いやりこ = 「こ」は強意の接尾辞
この山香口説は、段物の唄であればどんな唄にでも乗せることができる。つまり、いろいろな唄い方があるということである。いくつか例を示す。
「三つ拍子（山香口説）」
よんべ山香の踊り子見たら　（オイサオイサ）
ヨイカナ　踊り子見たら　（ヤーレサッサードッコイショ）
おうこかたげて鎌腰ゅ差いて　（オイサオイサ）
ヨイカナ　鎌腰ゅ差いて　（ヤーレサッサードッコイショ）
「セーロ（山香口説）」
よんべ　（セーロ）　山香の踊り子見たら　（ヤッテンセーロ）
おうこ　（セーロ）　かたげて鎌腰ゅ差いて　（ヤッテンセーロ）
「粟踏み（山香口説）」
アラ山香の踊り子見たら　（アラサイ　コラサイ）
アラかたげて鎌腰ゅ差いて　（アラヤーンソーレ　ヤンソレサイ）
アラ片手じゃ稗餅ゅこぶる　（アラサイ　コラサイ）
アラ稗餅ゃぼろぼろあゆる　（アラヤーンソーレ　ヤンソレサイ）
「レソ（山香口説）」
よんべ山香の踊り子見たら　コラサノサ　（アーヨイショヨイショ）
ドッコイサデ　踊り子見たら　（ヤレソーヤレソーヤートヤンソレサー）
おうこかたげて鎌腰ゅ差いて　コラサノサ　（アーヨイショヨイショ）
ドッコイサデ　鎌腰ゅ差いて　（ヤレソーヤレソーヤートヤンソレサー）
「豊前踊り（山香口説）」
よんべ山香の踊り子見たら
イヤサソウカナ　踊りを見たら　（アラヨーイサッサノドッコイショ）
おうこかたげて鎌腰ゅ差いて
イヤサソウカナ　鎌腰ゅ差いて　（アラヨーイサッサノドッコイショ）
「唐芋踊り（山香口説）」
よんべ山香の踊り子　（ヨーイヨイヤナ）　踊り子見たら　（サノサイ）
おうこかたげて鎌腰ゅ　（ヨーイヨイヤナ）　鎌腰ゅ差いて　（サノサイ）